# Isaac Sweers

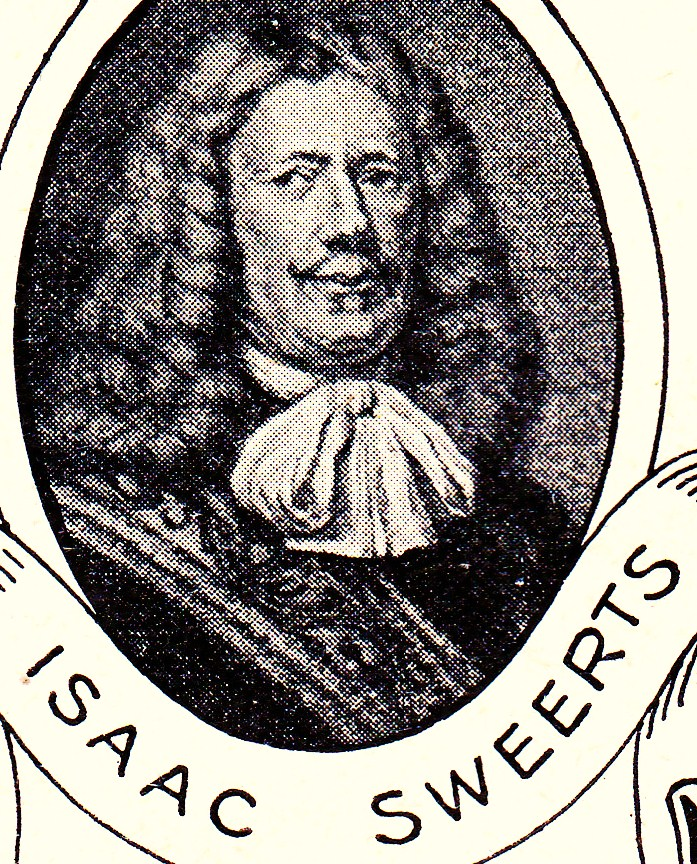
Isaac Sweers

Isaac Sweers, gelegentlich auch Isaac Sweerts geschrieben, (* 1. Januar 1622 in Nijmegen; † 21. August 1673 in der Seeschlacht vor Texel) war ein niederländischer Admiral.

## Anfangsjahre
Sweers, von dem in seiner Familie autobiographische Aufzeichnungen überliefert wurden, stammte aus keiner Seemannsfamilie. Sein Vater Aernout Sweers war einer der Regenten im Rat (Vroedschap) von Nijmegen. Unter Maurits von Oranien verlor er diesen Posten vorübergehend 1618 wegen eines Gesetzes gegen Remonstranten. Nach dem Tod von Moritz von Oranien war er wieder in seinem Amt und war 1628 bis 1635 Vertreter von Gelderland in der Kammer der Ostindienkompanie in Amsterdam. Danach zog er mit seiner Familie wieder nach Nijmegen. Sweerts verlor 1635 seine Eltern durch die Pest und kam auf eine Französisch-Schule in Hoorn. Auf eigenen Wunsch ging er 1638 zu einem Geschäftspartner seines Onkels nach Sevilla, wo er aber nicht zurechtkam, entlassen wurde und über Plymouth in seine Heimat zurückkehrte. Seine Familie brachte ihn als Gehilfen bei seinem Onkel Salomon Sweers unter, der Schultheiß von Texel war.
1640 ging er als Angestellter der Westindischen Kompanie nach Brasilien (Mauritsstad, heute Recife). Er wurde Notar und Anwalt und sein Geschäft florierte bald dank seiner guten Spanisch-Kenntnisse. Beim Aufstand der Portugiesen gegen die Holländer 1645 kommandierte er eine Einheit im Fort van der Dussen, das durch Verrat des niederländischen Kommandeurs Dirck Hoogstraaten an die Aufständischen fiel. Sweerts wurde gefangen genommen und gefoltert. 1646 wurde er freigelassen und kehrte mittellos in die Heimat zurück. 1647 versuchte er sich mit anderen als Kaufmann auf eigene Rechnung mit einer Handelsreise zu den Jungferninseln, sie erlitten aber Schiffbruch. Nach der Rückkehr war er verschuldet und gab seine Pläne als Kaufmann auf.

## Im Dienst der Admiralität
Stattdessen ging er 1649 als Seekadett in die Dienste der Admiralität von Amsterdam. Zunächst nahm er unter dem Kommandeur Jan van Galen an einer Expedition 1650/51 gegen die Barbaresken (Seeräuber im Mittelmeer) teil und wurde bei einem Kampf gegen spanische Räuber schwer verwundet. 1651 wurde er Leutnant und 1652 im Ersten Englisch-Niederländischen Krieg Kapitän auf der Engel Gabriel. In der Seeschlacht bei Portland sank sein Schiff. Er war in Kriegsgefangenschaft, konnte aber bei einem Besuch einer spanischen Delegation im Gefängnis entfliehen, indem er sich ebenfalls als Spanier ausgab. Danach fuhr er Begleitschutz im Mittelmeer. 1655 wurde er Bürger von Amsterdam. 1656 war er in Kämpfen gegen die Schweden bei der Befreiung von Danzig beteiligt und danach an der Überwachung des Friedens mit Schweden, war aber nicht an der Seeschlacht im Öresund (1658) beteiligt. Er wurde zum ordentlichen Kapitän ernannt und nahm 1664 als Kommandant der Middelburg an der Expedition von Michiel de Ruyter nach Westafrika und Amerika teil.
Im Zweiten Englisch-Niederländischen Krieg wurde er Konteradmiral (Schout-bij-nacht). In der Viertageschlacht gelang die Eroberung der auf eine Sandbank gelaufenen Royal Prince, auf der Sweers zum Ärger von Tromp das auch von diesem begehrte Tafelsilber des englischen Admirals George Ayscue für sich in Besitz nahm. Anschließend war er unter dem Kommando von Tromp am St. James’s Day Fight beteiligt. Bei der Rückkehr wurde er wie Tromp öffentlich von de Ruyter in Vlissingen getadelt. Im August 1666 wurde er offiziell Vizeadmiral von Holland und Westfriesland, hatte die Position inoffiziell allerdings schon seit der Viertageschlacht. Bei Calais eroberte er 1666 mit Cornelis Evertsen dem Jüngeren die Royal Charles (nicht identisch mit dem Flaggschiff von Karl II., das beim Überfall im Medway verschleppt wurde). Später stritten sich beide über das Prisengeld von 5000 Gulden, das dann Evertsen bekam. Er nahm am Überfall im Medway teil. 1667 bekam er das neue 82 Kanonen Schiff De Witte Oliphant (Weißer Elefant) als Flaggschiff. Nach dem Krieg nahm er mit den Engländern an einer Expedition gegen die Barbaresken teil (wobei es zu einem Zwischenfall kam, da er nicht wie verlangt vor dem englischen Vizeadmiral Thomas Allin die Flagge zur Begrüßung streichen wollte).

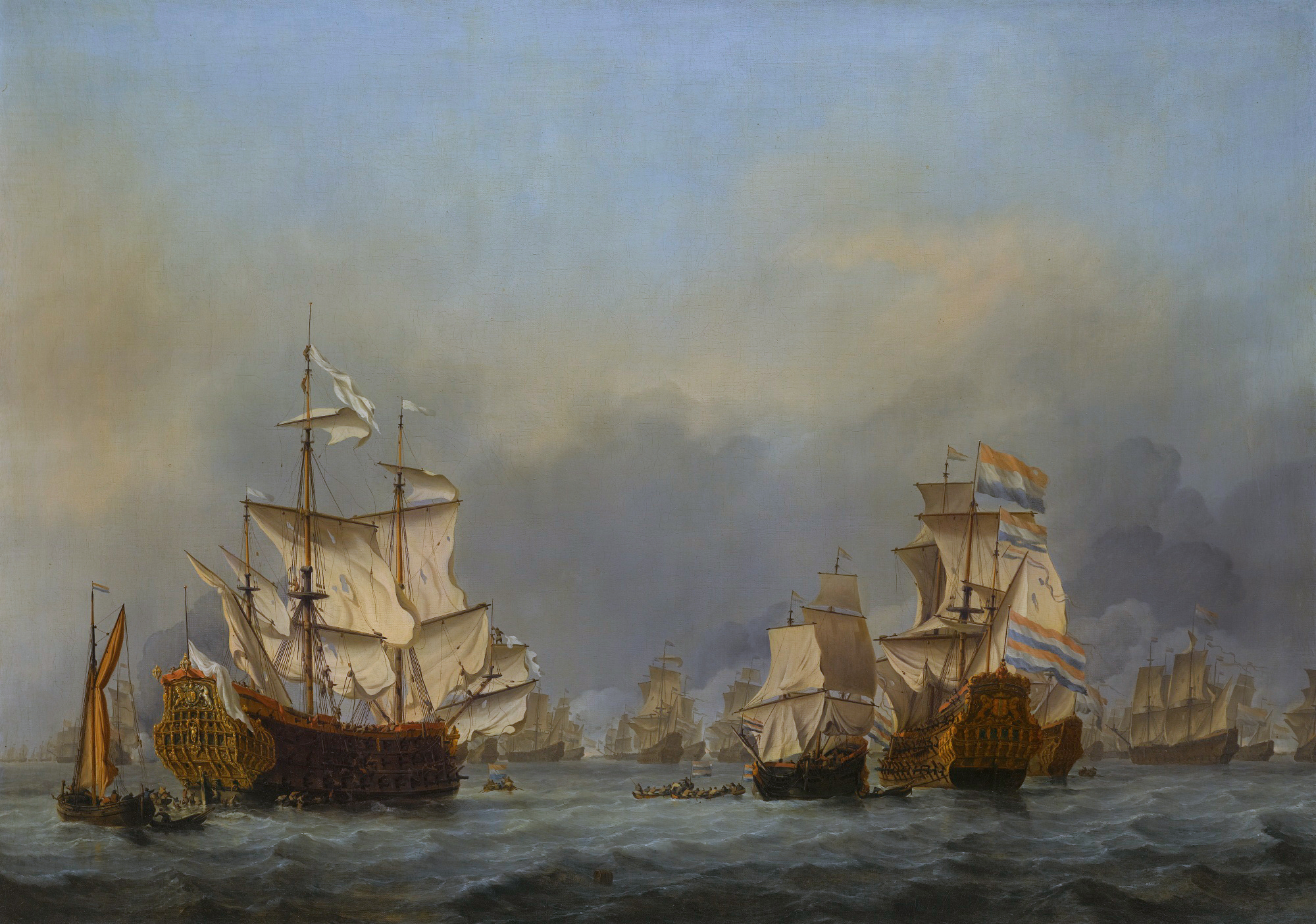
Übergabe der Royal Prince in der Viertageseeschlacht, Gemälde von Willem van de Velde der Jüngere

Im Dritten Englisch-Niederländischen Krieg kämpfte er in der Seeschlacht in der Solebay unter Leutnant-Admiral Willem Joseph van Ghent und übernahm das Kommando, als dieser in der Schlacht fiel. Als die Franzosen 1672 in den Niederlanden einfielen, was nur durch die Öffnung der Deiche verhindert werden konnte, kommandierte er im Winter 1672/73 Marineeinheiten, die verhindern sollten, dass die Franzosen die Wassergrenze überschritten, die nach der Flutung des Landes zwischen der überlegenen französischen Armee und dem Rest des Landes stand. Im weiteren Verlauf des Jahres 1673 musste er im Kommando hinter Cornelis Tromp zurücktreten und nahm unter diesem an der Zweiten Seeschlacht von Schooneveld teil. Tromp warf ihm danach vor, nicht mit letztem Einsatz gekämpft zu haben, die Untersuchung ergab aber, dass sein Schiff durch Kanonaden so schwer beschädigt worden war, dass er zu Reparaturen zurückkehren musste. Sweers war über die Vorwürfe von Tromp so aufgebracht, dass er ihn zum Duell forderte. Der Statthalter Wilhelm III. befahl ihnen aber, dies bis nach dem Krieg zurückzustellen. 1673 wurde er in der Seeschlacht vor Texel auf seinem Flaggschiff Olifant von einer Kanonenkugel getroffen und verlor beide Beine, bekam im Sterben liegend aber noch mit, dass die Niederländer gewonnen hatten. Das Kommando übernahm in der Schlacht Jan den Haen. Sweers liegt in der Oude Keerk in Amsterdam begraben.

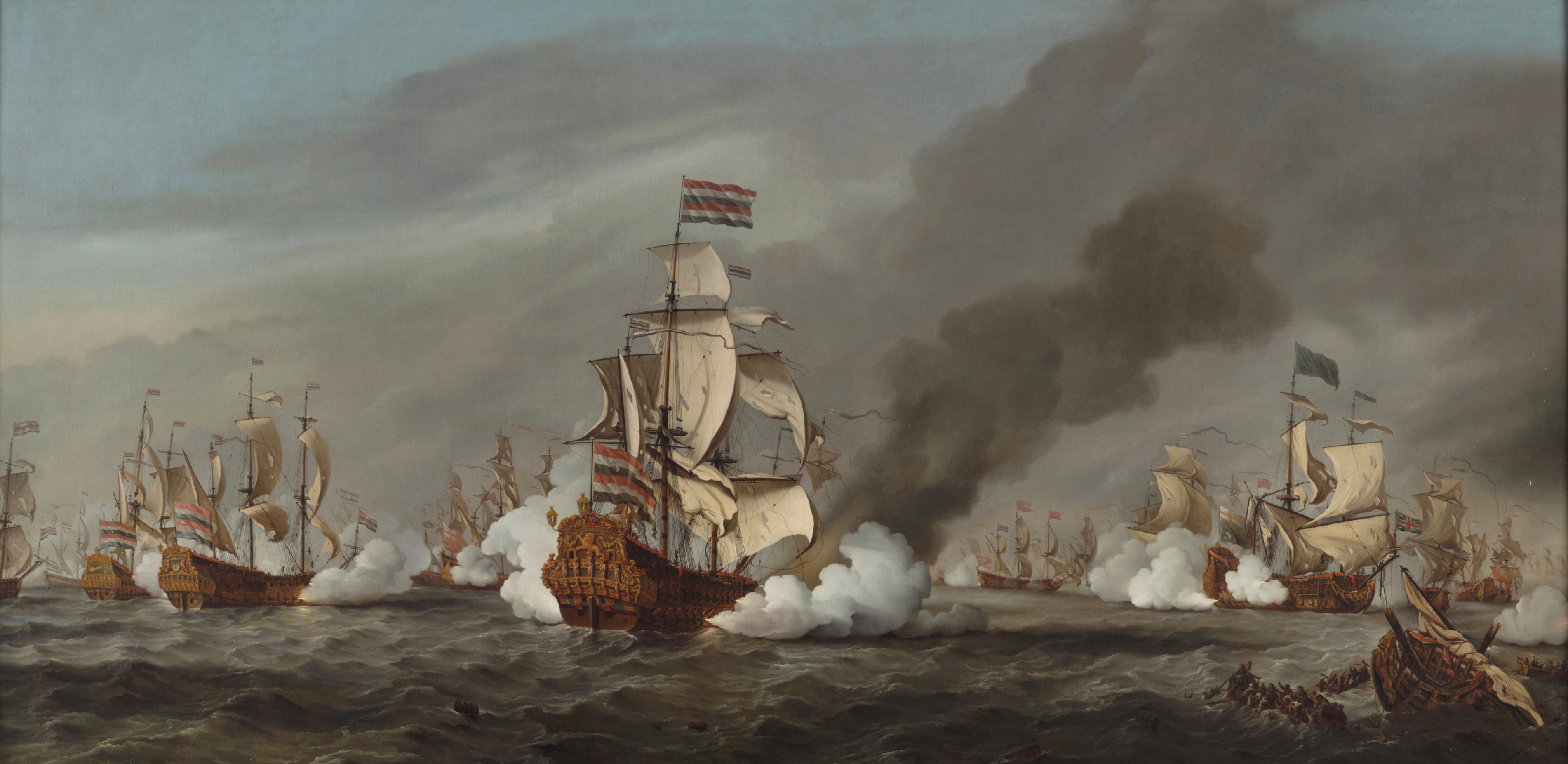
Seeschlacht von Texel

Er war mit Constantia Blommaert (1626–1694) verheiratet, deren Vater Samuel Vorsteher (Bewindhebber) der Amsterdamer Kammer der Ostindienkompanie war. Mit ihr hatte er vier Töchter und einen Sohn Isaac Sweers der Jüngere, der auch Kapitän wurde. Seine Frau war eine der Regentinnen des 1681 gebauten Altenheims Amstelhof. Ein Gemälde des Ehepaars von Ludolf Backhuizen ist im Amsterdamer Schiffahrtsmuseum.
Ein niederländischer Zerstörer im Zweiten Weltkrieg war nach ihm benannt.